# 日本映画祭
日本映画祭（にほんえいがさい、英語: JAPANESE FILM FESTIVAL）はシンガポールで毎年行われている映画祭。主催は在シンガポール日本国大使館、国際交流基金、シンガポール映画協会、シンガポール国立博物館、シンガポール日本人会の5団体。

## 各国の開催
現在の日本映画祭（JFF）は、ASEANの10か国と豪州、中国、インド、そしてロシアで開催されている。